# Central elèctrica virtual
Una central elèctrica virtual (en anglès, virtual power plant, VPP) és un conjunt de generadors distribuïts que funcionen com una sola entitat. Això permet que petits generadors, puguin accedir a mercats elèctrics, que per la seva dimensió, els són vetats. Alguns exemples són la venda d'energia en moments puntuals (sovint de màxima demanda, ja que el preu és superior) o el balanceig de potència (equilibri entre demanda i generació d'energia elèctrica). Les centrals virtuals, a més de l'augment de la capacitat de generació, permeten la reducció del risc d'interrupció del servei quan s'utilitzen generadors de fonts d'energia estocàstiques com generadors fotovoltaics o eòlics. Per a aquest fi, s'acostumen a distribuir els generadors en diferents punts geogràfics, o s'utilitzen diferents tipus de generadors (fotovoltaics, eòlics, hidroelèctrics, cèl·lules de fuel, de cicle combinat, etc.) en una mateixa central virtual. Sovint les VPP són gestionades per una unitat centralitzada que s'encarrega d'estimar i decidir la producció energètica de cada generador a cada moment, no obstant, alguns articles científics proposen mètodes descentralitzats per a la gestió d'aquestes centrals virtuals.